# Igor Wladimirowitsch Kwascha

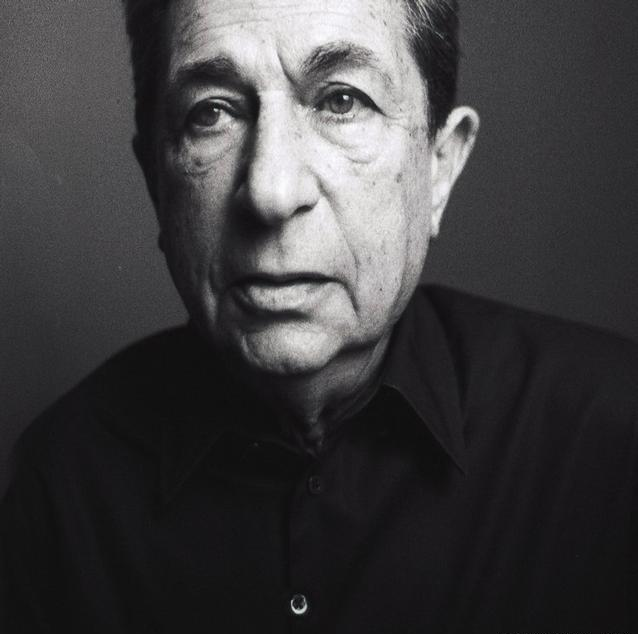
Igor Wladimirowitsch Kwascha

Igor Wladimirowitsch Kwascha (russisch Игорь Владимирович Кваша; * 4. Februar 1933 in Moskau; † 30. August 2012 ebenda) war ein russischer Schauspieler.

## Leben
Kwascha, Sohn des Wissenschaftlers Wladimir Iljitsch Kwascha und einer Sonderschulpädagogin, studierte am Theaterstudio am Tschechow-Kunsttheater Moskau unter Alexander Karew und schloss sich nach erfolgreicher Diplomierung dem Ensemble des Tschechow-Kunsttheaters an, dem er für zwei Spielzeiten zur Verfügung stand. Anschließend ging er ans neu gegründete Sowremennik-Theater, wo er lange Jahre blieb. Zeit seines Lebens legte er auf die Bühnenarbeit und auf zeitgenössische Stücke seinen Schwerpunkt; nur gelegentlich drehte er Filme oder absolvierte Fernsehauftritte.
Kwascha wurde vielfach ausgezeichnet; so wurde er 1968 Volkskünstler der RSFSR und erhielt 2006 den Verdienstorden für das Vaterland der 3. Stufe für seinen außergewöhnlichen Beitrag zur Entwicklung des Theaters.

## Filmografie (Auswahl)
- 1969: Ljubit… Lieben… (Ljubit)
- 1969: Sujet für eine Kurzgeschichte (Sjuschet dlja nebolschogo rasskasa)
- 1977: Die Prinzessin auf der Erbse (Prinzessa na goroschine)
- 1979: Genau jener Münchhausen (Tot samy Mjunchgausen)
- 1987: Der Mann vom Kapuziner-Boulevard (Tschelowek s bulwara Kapuzinow)
- 2013: Ku! Kin-dsa-dsa (Ku! Kin-dsa-dsa); Stimme vom Karussellbetreiber